# El M'hir
El M'hir (în arabă المھير) este o comună din provincia Bordj-Bou-Arreridj, Algeria.
Populația comunei este de 17.492 de locuitori (2008).